# Dareios II
Dareios II nothos, (latin Darius nothus, grekiska nothos, den oäkte), även kallad Ochos, var kung av Persien 423-404 f.Kr. Han var utomäktenskaplig son till Artaxerxes I. 
Under hans regering gjorde sig Egypten oberoende. Åtskilliga andra upprorsförsök lyckades han att dämpa, mestadels genom list och mutor. Vid sin död efterträddes han av sin son med Parysatis, Artaxerxes II.